# Histoires de Noël
 (mars 2020).
Si vous disposez d'ouvrages ou d'articles de référence ou si vous connaissez des sites web de qualité traitant du thème abordé ici, merci de compléter l'article en donnant les références utiles à sa vérifiabilité et en les liant à la section « Notes et références ».
 (mars 2020).
- Si vous ne connaissez pas le sujet, laissez ce bandeau (vous pouvez alors contacter les auteurs).
- Si vous supprimez le contenu mis en cause (vous pouvez préalablement contacter les auteurs),

argumentez précisément cette suppression dans la page de discussion
(un manque de référence n'est pas un argument ; une recherche réelle de référence doit avoir été effectuée, être formellement documentée).
Histoires de Noël (France) ou Il est jaune le divin enfant (Québec) (Simpsons Christmas Stories) est le 9e épisode de la saison 17 de la série télévisée d'animation Les Simpson. Cet épisode est composé de trois histoires comme pour les épisodes d'Halloween classiques, dont le titre de chaque histoire n'est cependant pas donné au début de celles-ci.

## Synopsis
Cet épisode comporte trois segments.
Le jour de la messe de Noël, le révérend Lovejoy ne peut pas venir car son train miniature électrique a pris feu. Ned Flanders le remplace, mais il se coupe en tournant une page et s'évanouit. Du coup, Homer décide de prendre le relais... et raconte l'histoire de jésus a sa manière. Dans sa version les différents personnages de la famille et autres incarnent les personnages du mythe.

### The First D'oh-el
Homer raconte aux Springfildiens une parodie de la naissance de Jésus où Bart joue ce dernier, Homer est Joseph, Marge est Marie, Lisa l'ange Gabriel et Burns le roi Hérode ; Hibbert, Skinner et le Professeur Frink font les rois mages. L'histoire commence avec Joseph et Marie, cette dernière lui annonçant qu'elle est enceinte quoique personne ne l'a touchée ; l'Ange Gabriel apparaît et révèle au couple que Marie porte en elle le fils de Dieu, Jésus, et qui deviendra le roi des juifs, ce qui déplaît à Marie qui le voyait docteur. En parallèle, les rois mages rencontrent le roi Hérode, l'actuel roi des Juifs, qui apprenant qu'ils recherchent un successeur à son trône demande a ce qu'on le lui amène pour le tuer. Au même moment, le couple Joseph et Marie se rendent dans un hôtel ou le gérant les envoie à l'étable parce Marie perd les eaux en précisant qu'il n'y aura pas de petit déjeuner compris. Le petit Jésus naît entouré du couple, des rois mages et de bergers. Joseph, dépité de ne pas être son père se satisfait à boire du vin, que Jésus transforme en eau, ce qui met Joseph en colère et tente de l'étrangler mais Gabriel intervient en révélant que Jésus doit vire jusqu'à 33 ans où il sera renié et crucifié par ses amis. Apprenant cela, Jésus n’arrête pas de pleurer et Joseph, qui a charge de le calmer, joue des tours à l'un des mages qui réplique, ce qui fait rire l'enfant et l’endort. Alors que Marie est heureuse que cette famille pas comme les autres soit une réussite, Hérode et son armée arrivent, cette dernière n'étant pas chaude à zigouiller un bébé, bien que le général les rassure que personne n'en parlera ni n'écrira cela. Alors que Saint Matthieu écrit son évangile à côté d'eux. Les ennemis, dont le gérant, suivent le couple en fuite en suivant la lueur de l'auréole de Jésus qui, finalement, a été mis sur la tête d'un canard, auquel le gérant se prosterne devant lui. Tous sont finalement écrasés par un sapin coupé par Joseph, qui devient le premier sapin de noël avec les ennemis comme décoration et le canard en guise d'étoile. Homer termine ensuite l'histoire en disant que le petit Jésus est devenu ensuite Jésus et qu'il sait que tout cela est bizarre.

### I Saw Grampa Cussing Santa Claus
À la veille de Noël, Abraham Simpson raconte à Bart et Lisa qu'il est bien décidé à se venger du Père Noël pour une histoire qui remonte à la Seconde Guerre mondiale, alors qu'il était pilote d'avion de chasse et faisait équipe avec Burns...
- Burns est vu comme Betty Gable par Abraham

L'histoire commence alors que Bart et Lisa regardent un pub pour une gamme de piles où l'une d'elles redonne de l'énergie à un lapin rose mécanique en entrant par son derrière quand ils entendent des bruits venant de la cheminé, qu'ils pensent être le Père Noël mais se révèle être Grand-père, qui veut tuer le Père Noël parce que ce dernier lui a joué un tour durant la Seconde Guerre mondiale. Grand-père raconte alors l'histoire, lorsqu'il était pilote de chasse dans le Pacifique avec son grand frère Cyrus, que les enfants n'ont jamais entendu parler, que Abraham aimait malgré tout. Tout commence lorsque le navire les transportant fut attaqué par des Kamikazes japonais, Abraham et Cyrus prennent des avions pour aller les arrêter, Cyrus promettant d’être prudent tant qu'il a son porte-bonheur, une montre qui entonne un tube (qu'il a en deux exemplaires pris sur des cadavres de soldat). À peine décollé, Abraham demande À son lieutenant, qui n'est autre que Burns, de prévenir son frère qu'il a des assaillants derrières lui, mais Burns, indifférent à la situation, utilise la radio pour parler à sa fiancée. Cyrus est touché et tombe tandis que Abraham et Burns sont également abattus. Les deux se réveillent sur une île déserte, et alors qu'Abraham se met immédiatement au travail pour leur survie, Burns paresse mais Abraham parvient à le forcer à participer. Le temps passe, et la veille de Noël, alors que leurs espoirs d’être secourus se sont évanouis, un mystérieux engin les survole et Burns, se fichant s'il s'agit d'un des leurs, lui tire dessus avec une mitrailleuse, l’abattant. Les deux hommes se rendent sur le lieu du crash et découvre que ce n'était que le Père Noël (que Burns confond avec un Allemand), son traîneau et ses rennes. Les deux compères aident alors le Père Noël à réparer son traîneau et à rassembler ses jouets et alors qu'il est enfin prêt à partir, ne manquant que deux de ses rennes, Prancer (Fury) et Rodolphe (qui a été mangé par un serpent), Burns l’assomme en bon traître qu'il est et prend le traîneau ainsi que sa cargaison pour lui. Abraham monte alors sur le renne restant et au cours d'un combat aérien, parvient à vaincre Burns et à rendre le traîneau au Père Noël, qui part en promettant à Abraham de revenir le chercher lorsqu'il aura terminé sa tournée. L'histoire se termine, Grand-père disant qu'il n'est cependant jamais revenu et que s'il n'avait pas fabriqué un jet ski en noix de coco, il serait toujours sur cette île. Lui et les enfants entendent le Père Noël, mais ils le ratent. Cependant, ils trouvent dans la chaussette de Grand-père la montre porte bonheur de Cyrus, ce qui attriste Grand-père, mais le Père Noël, qui était en fait toujours sur les lieux, apparaît et lui révèle que son frère n'est pas mort. Il s'est échoué à Tahiti et qu'il est resté là-bas et propose à Grand-père de l'y emmener, Grand-père demandant s'ils seront de retour pour la Parade du Nouvel An, ce à quoi le Père Noël rétorque que non et Grand-père disant tant mieux parce qu'il déteste, le Père Noël aussi, puis partent. Sur les lieux, Grand-père demande au Père Noël pourquoi il n'est pas revenu le chercher et ce dernier dit qu'il n’arrête pas de remettre cela à plus tard et qu'il en était gêné, Cyrus, lui, dit qu'il n'a pas pu l’appeler parce qu'il était occupé avec ses 14 épouses indigènes, précisant bien épouses et non maîtresses devant la remarque d'Abraham qui dit qu'il ne doit pas s'ennuyer.

### The Nutcracker... Sweet
Les Simpson parodient le ballet Casse-noisette de Tchaïkovsky.
La scène s'ouvre sur le concert de l'école qui interprète Casse-Noisette, la "pire version qui soit", devant un public de parents fatigués et ennuyés. Dès que a musique s’arrête, les parents s'en vont à tire d'aile, Homer disant qu'ils sont libres, alors que cela n'était encore que l'entracte, laissant le professeur de musique faire tout seul le public a sa place en insultant ses élèves qui continuent la pièce. Plus tard, alors qu'ils marchent dehors, Homer se plaint de cette pièce qui l'énerve et qu'il ne veut plus entendre, ce à quoi Lisa lui dit de ne pas rêver, car tout le monde l'utilise pendant les fêtes car il n'y a pas de droits à payer. En apprenant cela, Marge se met alors à chanter, suivit des autres habitants de Springfield qui prépare le réveillon, le chant s’arrête avec Grand-père, qui voyant que sa famille ne le laisse pas entrer à l'intérieur de la maison, décide de fêter le réveillon avec des ratons-laveurs dans une poubelle à côté où il reçoit du lard comme cadeau de leur part. La séquence qui suit commence avec Krusty le clown qui diffuse un de ses clips les plus réclamés de 1994,dans lequel le public lui lance des boules de neiges là où ça fait mal devant John Gleen et Martin Luther King en invité, qui est une diffusion regardée par Moe qui entame sa tentative annuelle de suicide. Il essaye de se pendre, essaye de se faire renverser en luge sur l'autoroute, et, etc., puis mange avec Barney en lui demandant s'il peut le tuer cette année, mais ce dernier lui a acheté un bonnet de laine, et Moe accepte le cadeau en disant que ce sera alors pour l'an prochain. La séquence finale débute alors avec Homer et Marge, devant la cheminé du salon, cette dernière lui offre son cadeau pour lui, mais Homer, qui a évidemment oublié de lui en acheter un pour elle, s'en va alors lui en trouver, mais rien n'y fait, Homer cherche tout et n'importe où, il ne trouve rien. Il rentre alors a la maison où Marge n'a pas bougée et l'attend, et ouvre son cadeau, qui n'est d'autre qu'un cadeau pour Marge, qui savait qu'Homer oublierait de lui en faire, que Homer donne a Marge, qui un cadre avec  un photo d'Homer en Père Noël et elle, ce qui fait que cette dernière est touchée, puis elle et Homer s’embrasent tandis que dehors Moe passe dehors et manque de se faire renverser, "Oh! Dix huit roues et elles m'ont toutes raté!".